# 西域青荚叶
西域青荚叶（学名：Helwingia himalaica）为山茱萸科青荚叶属下的一个种。

## 扩展阅读
- 維基物種上的相關：西域青荚叶